# 萨格特站
萨格特站（英語：Saggart）是一個位於愛爾蘭都柏林城萨格特的都柏林轻轨站，在2011年通車，作為红线往萨格特方向的延伸鐵路及終點站之一。車站靠近萨格特村，有自己專屬的路軌.。
都柏林公車路線69能到達此站。